# 三塊厝 (彰化縣大城鄉)
三塊厝，是臺灣彰化縣大城鄉的一個傳統地域名稱，位於該鄉西北部。相較於今日行政區，其範圍與三豐村相近。

## 歷史
台灣清治末期至日治初期，三塊厝地區為一街庄，稱為「三塊厝庄」，隸屬於深耕堡。該庄西北臨台灣海峽，東北與新街庄為鄰，東南邊為外五間藔庄，西南邊為西港庄。。
1901年（日治明治三十四年）11月，全台廢縣廳改設二十廳，該庄隸屬於彰化廳。1903年（明治三十六年）6月，該庄編入「大城厝區」，隸屬於彰化廳。1909年（明治四十二年）10月，合併二十廳為十二廳，大城厝區改隸屬於臺中廳。1920年（大正九年），廢廳、支廳、區、街庄（舊制）改設州、郡、街庄（新制）、大字，該庄改制為「三塊厝」大字，隸屬於臺中州北斗郡大城庄。
戰後大城庄改制為大城鄉，隸屬於臺中縣，大字亦改制為村。1950年10月，中、彰、投分治，大城鄉改隸屬彰化縣。

## 聚落
本地區發展較早的聚落有三塊厝（三豐）、新庄仔、下藔（美豐）、菇藔等，在日治期初期的官方地圖上已有記載。

## 交通
省道台17線（太平路、順元路）又稱「西部濱海公路」，是清水甲南至枋寮水底寮的幹道，大致以北北東—南南西走向由本地區東北部邊界中央地帶入境，經下寮、菇寮聚落後，沿本地區西南部凸出部分的東側邊界而行，至本地區極南點轉南南東出境。由該道路向北北東可前往芳苑、福興、鹿港、線西等地，向南南東成為省道台61線（高架道路）兩側平面道路後轉南南西過濁水溪西濱大橋再轉西南分岔獨行再轉南南西可前往麥寮、台西、四湖、口湖等地。
鄉道彰155線是三塊厝至姑寮的道路，其北側端點位於本地區東北部邊界中央的省道台17線路口。由此向西北西轉南南西沿邊界而行，至路口轉東南東再轉南南西而行，至接近本地區西南部邊界時繞大彎轉東南至本地區西南部邊界，沿邊界而行可前往本地區極南點並止於省道台17線另一路口。
鄉道彰158線（平和路）是姑寮至二林的道路，其西側端點位於本地區位於本地區西南部凸出部分的東側邊界中央省道台17線路口，大約是姑寮聚落西南方800公尺處。由此向東北東出境後可前往外五間寮、路上厝、中西北部的舊社聚落、二林市區並止於縣道143號路口。
鄉道彰158-1線（東盛路）是下寮至豐美的道路，其西側端點位於本地區中部下寮聚落北郊的省道台17線路口。由此向東南東直行，於本地區東部邊界地帶經鄉道彰159線路口出境後，可前往外五間寮並止於其主聚落東北郊的鄉道彰158線路口。
鄉道彰159線（中正路）是外五間厝至下牛稠的道路，其北側端點位於本地區東北部凸出部分的東側邊界中央偏南鄉道彰158-1線路口。由此向南南西沿邊界蜿蜒而行，至外五間寮聚落西側轉東南東出境並曲折穿越聚落後轉東南可前往山寮地區的菜寮、山寮與大城交界地帶、大城與公館交界地帶、公館與下山腳交界地帶、公館與下牛稠交界地帶、下牛稠並止於海墘堤防道路路口。

## 學校
- 美豐國小